# Deudorix derona
Deudorix derona är en fjärilsart som beskrevs av Smith 1891. Deudorix derona ingår i släktet Deudorix och familjen juvelvingar. Inga underarter finns listade i Catalogue of Life.